# Marc Chagall
Marc Chagall, ursprungligen Mojsje Zacharovitj Sjagalov, född 7 juli (25 juni enl. g.s.) 1887 i Liozna (by utanför Vitsebsk i dåvarande Ryssland, nu Belarus), död 28 mars 1985 i Saint-Paul-de-Vence i Provence i Frankrike, var en judisk rysk-fransk expressionistisk konstnär.

## Biografi

### Uppväxt och utbildning
Chagall var det äldsta av nio syskon, fadern var fiskförsäljare och modern Felga-Ita hade en livsmedelsaffär. Barndomen beskrivs som lycklig men fattig och påverkade honom i hans arbete livet ut. 1906 började Chagall studera under den berömda konstnären Jehuda Pen. 1907 flyttade han till Sankt Petersburg där han började på kejserliga konstföreningens skola och studerade där under Nikolaj Roerich. Under sina studier där stötte han på konstnärer av varje skola och stil. Detta var en besvärlig period för Chagall, då judar bara fick vistas i Sankt Petersburg med speciellt tillstånd, och han fängslades även en kortare tid. Chagall stannade i Sankt Petersburg till 1910. Han besökte ofta sin hemstad, där han 1909 träffade sin blivande hustru Bella Rosenfeld. Efter ha blivit känd som konstnär flyttade Chagall till Paris för att befinna sig nära konstnärskretsarna i Montparnasse. 

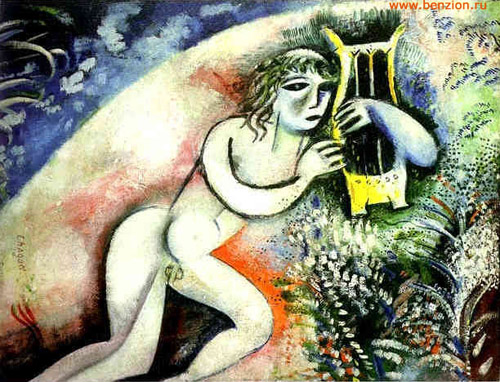
Marc Chagall: Orfeus (1914-1915)

### Ryska revolutionen
1914 återvände han till Vitebsk där han gifte sig med sin fästmö Bella. Första världskriget utbröt medan Chagall befann sig i Ryssland. 1916 föddes hans dotter Ida. 
Chagall blev indragen i ryska revolutionen, och det sovjetiska kulturministeriet utsåg honom till kommissarie för bildkonst i Vitebskområdet. Under sin tid som kommissarie grundade han en konstskola. Politiskt gjorde Chagall sig inte populär, och familjen flyttade till Moskva 1920 och vidare till Paris 1923. 

### Andra världskriget
En monografi över Chagall brändes 1933 av nazister under bokbålen runt om i Nazityskland. År 1937 visades ett par av de 59 verk som de tyska myndigheterna hade konfiskerat på den nazistiska utställningen "Urartad konst" i Hofgarten. När Tyskland ockuperade Frankrike under andra världskriget, var Chagall och hans familj tvungna att fly från Paris för att undgå deportering. De gömde sig i Villa Air-Bel i Marseille och fick hjälp att fly genom Spanien och Portugal av den amerikanske journalisten Varian Fry. År 1941 bosatte sig familjen i USA.
Den 2 maj 1944 upplevde Chagall början på en svår kris. Hans hustru Bella, ett återkommande motiv i hans målningar, gick bort i en virusinfektion. Han målade inte på flera månader efter hennes död.

### Åter i Europa

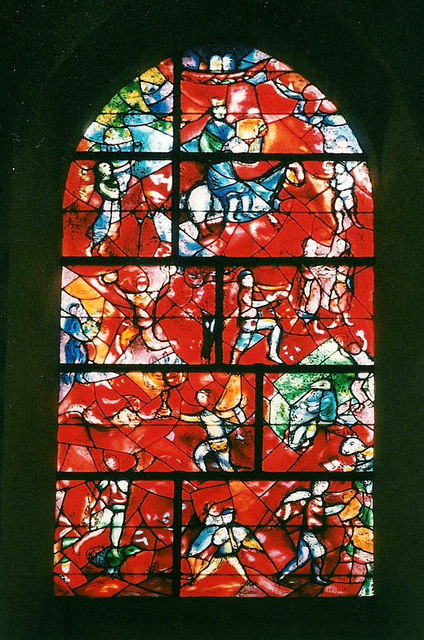
Chagalls glasmålning i Chichester Cathedral, West Sussex, Storbritannien.

År 1946 återvände han till Europa och 1949 hade han installerat sig i Provence i Frankrike. Under dessa år återupptäckte han den vitala energin i färg. Hans arbeten från denna period var inspirerade av kärlek och livsglädje med kurviga former och figurer. Han började även skulptera, arbeta med keramik och färgat glas. Chagall gifte om sig 1952 med Valentina Brodsky. Han reste upprepade gånger till Grekland, och 1957 besökte han Israel där han 1960 skapade ett fönster av färgat glas till synagogan i Hadassah University Clinic i Jerusalem. 1966 uppförde han även konst för det nya Knesset som konstruerades i staden.

### Eftermäle
Museet som bär Chagalls namn på Pokorovskaja ulitsa 29 i Vitebsk grundades 1997 i huset där hans familj hade bott. Chagall var dock persona non grata i sitt hemland fram till sin död. Museet innehar bara kopior av hans verk. 1987, på hundraårsdagen av hans födelse, rehabiliterades han dock i Sovjetunionen med en stor utställning på Pusjkin-museet i Moskva. Chagall är i övrigt representerad vid bland annat Göteborgs konstmuseum.
Asteroiden 2981 Chagall är uppkallad efter honom.